# Больше чем искусство
«Бо́льше чем иску́сство» (англ. The Art of More) — американский драматический телесериал, премьера которого состоялась на телеканале Crackle 19 ноября 2015 года . Сериал рассказывает о на удивление беспощадной изнанке мира высоких ставок нью-йоркских аукционных домов. Главные роли в шоу исполнили Деннис Куэйд, Кейт Босуорт, Кэри Элвес и Кристиан Кук.
2 декабря 2015 года телеканал продлил сериал на второй сезон из десяти эпизодов, съёмки которого начались в начале 2016 года. Релиз второго сезона состоялся 16 ноября 2016 года.

## В ролях
- Кристиан Кук в роли Томаса Грэма Коннора
- Кейт Босуорт в роли Роксанны Уитман
- Кэри Элвес в роли Артура Девенпорта
- Деннис Куэйд в роли Сэмюеля Бракнера

### Второстепенные персонажи
- Патрик Сабонгуй в роли Хассана Аль Афшара
- Кристина Розато в роли Белинды Ромеро
- Синди Сэмпсон в роли Клариссы Хьюитт

## Эпизоды

### Сезон 1 (19 ноября 2015)
| № общий | № в сезоне | Название               | Режиссёр           | Автор сценария          |
| ------- | ---------- | ---------------------- | ------------------ | ----------------------- |
| 1       | 1          | «Heavy Lies the Head»  | Гэри Фледер        | Чак Роуз                |
| 2       | 2          | «Whodunnit?»           | Гэри Фледер        | Чак Роуз                |
| 3       | 3          | «Mint Condition»       | Стивен А. Адельсон | Чак Роуз                |
| 4       | 4          | «Just Say Faux»        | Стивен А. Адельсон | Чак Роуз                |
| 5       | 5          | «One Ton Depot»        | Эрик Канюэль       | Чак Роуз                |
| 6       | 6          | «Ride Along»           | Эрик Канюэль       | Эван Харт и Кайл Стивен |
| 7       | 7          | «The Quatrefoil»       | Шон Пиллер         | Дэвид Коб               |
| 8       | 8          | «The Name of the Game» | Шон Пиллер         | Чак Роуз                |
| 9       | 9          | «The Interview»        | Джефф Ренфро       | Дэвид Коб               |
| 10      | 10         | «The Card Players»     | Джефф Ренфро       | Чак Роуз                |

### Сезон 2 (16 ноября 2016)
| № общий | № в сезоне | Название                     | Режиссёр          | Автор сценария |
| ------- | ---------- | ---------------------------- | ----------------- | -------------- |
| 11      | 1          | «The Pecking Order»          | Роб Либерман      | Брендан Келли  |
| 12      | 2          | «Man on a Rope»              | Роб Либерман      | Чак Роуз       |
| 13      | 3          | «Hikori»                     | Натаниель Гудман  | Гарднер Стерн  |
| 14      | 4          | «El Calvo»                   | Натаниель Гудман  | Стивен Эделл   |
| 15      | 5          | «Better a Lion Than a Sheep» | Джефф Ренфро      | Лейн Уильямсон |
| 16      | 6          | «The Past Ain't Done»        | Джефф Ренфро      | Стивен Эделл   |
| 17      | 7          | «Tears of a Clown»           | Старла Гуннарссон | Чак Роуз       |
| 18      | 8          | «Stories We Tell Ourselves»  | Старла Гуннарссон | Лейн Уильямсон |
| 19      | 9          | «13th Floor»                 | Келли Макин       | Брендан Келли  |
| 20      | 10         | «A Half Inch»                | Келли Макин       | Брендан Келли  |